# NGC 1656
NGC 1656 est une galaxie lenticulaire située dans la constellation de l'Éridan. NGC 1656 a été découverte par l'astronome britannique John Herschel en 1830.

## Caractéristiques
Sa vitesse par rapport au fond diffus cosmologique est de 3 731 ± 22 km/s, ce qui correspond à une distance de Hubble de 55,0 ± 3,9 Mpc (∼179 millions d'al).
À ce jour, une mesure non basée sur le décalage vers le rouge (redshift) donne une distance d'environ 46,700 Mpc (∼152 millions d'al). Cette valeur est à l'extérieur mais compatible avec les valeurs de la distance de Hubble. Notons cependant que c'est avec la valeur moyenne des mesures indépendantes, lorsqu'elles existent, que la base de données NASA/IPAC calcule le diamètre d'une galaxie et qu'en conséquence le diamètre de NGC 1656 pourrait être d'environ 23,7 kpc (∼77 300 al) si on utilisait la distance de Hubble pour le calculer.